# Styloleptus scurra
Styloleptus scurra es una especie de escarabajo longicornio del género Styloleptus, tribu Acanthocinini, subfamilia Lamiinae. Fue descrita científicamente por Chevrolat en 1862.

## Descripción
Mide 3-7 milímetros de longitud.

## Distribución
Se distribuye por Bahamas, Cuba, Haití y Jamaica.